# Theodor Prümm

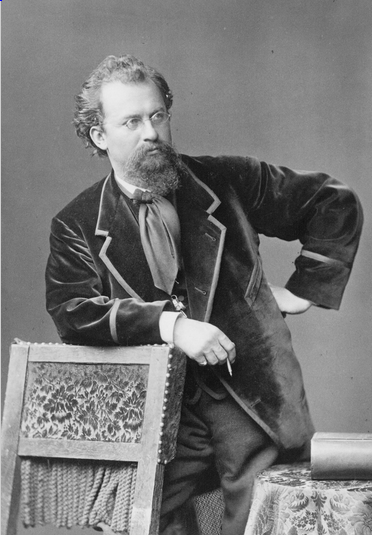
Johann Theodor Prümm (1841–1890)

Johann Theodor Prümm (geb. 22. April 1841 in Berlin; gest. 11. Februar 1890 ebenda) war ein Berliner Fotograf, der in seinem Atelier vor allem zahlreiche Porträtfotos (meist im  Visitenkartenformat ) aufnahm.

## Lebensweg

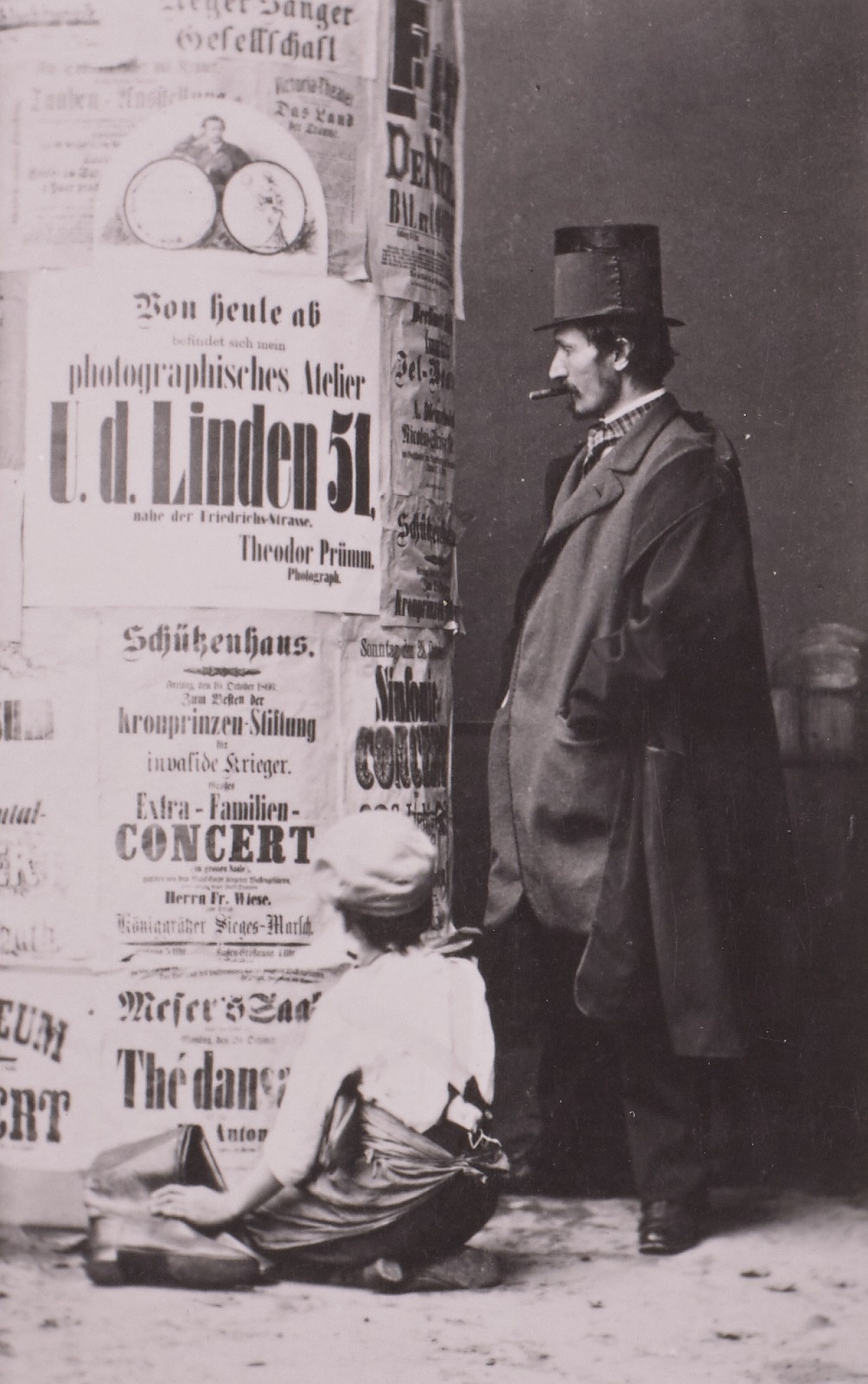
Werbung zur Eröffnung des neuen Fotoateliers von Theodor Prümm in Berlin, Unter den Linden 51, um 1866

Johann Theodor Prümm war ein Sohn des Berliner Zuckersiedemeisters Joseph Leonhard Theodor Prümm und dessen Frau Wilhelmine Auguste Leopoldine.
Nach seiner Schulzeit an der Königstädtischen Realschule ging Prümm in der „Drogueriewaarenhandlung“ des Kaufmanns J. Braumüller in Berlin in der Zimmerstraße 35 in eine Drogisten-Lehre. Während seiner Ausbildung lernte er den späteren Fotografen Max Petsch (nachmals Mitinhaber der Firma Loescher & Petsch) kennen, der ihn zur Fotografie brachte. Prümm arbeitete nach seiner Tätigkeit als Drogist als Operateur im Fotounternehmen von Ferdinand Beyrich.
Er heiratete am 12. Oktober 1867 in Berlin Hedwig Auguste Margarethe Grimm. Sie wurden die Eltern zweier Töchter, Margarethe Elsbeth Nachod und Gertrud Margarethe Gerstenberg.
Im Dezember 1864 eröffnete Prümm ein erstes Foto-Atelier in der Neustädtischen Kirchstraße 7. Von 1866 bis 1890 war sein Atelier im dritten Stock des Hauses Unter den Linden Nr. 51, wo vor ihm die Hoffotografen H. Lehmann & Co. tätig waren. Hier feierte Prümm im Dezember 1889 sein 25-jähriges Geschäftsjubiläum. Prümm gehörte zwischen 1865 und 1890 zu den bekanntesten berliner Porträtfotografen. Im Verlagsbuchhandel wurden die Porträts berühmter Zeitgenossen aus Politik, Kunst und Wissenschaft sowie von Fürsten angeboten. D. Reimers Kunsthandlung in Berlin, Leipziger Straße 105, inserierte 1862 in der Illustrierten Zeitung einen Katalog, der 4000 Visitenkartenporträts von Persönlichkeiten des öffentlichen Lebens zeigte. Als Produzenten dieser Porträtfotos werden neben Theodor Prümm auch Albert Grundner, Philipp Graff und das Atelier mit Verlag von L. Haase & Co genannt. In einer anderen Publikation wird Theodor Prümm als bedeutender Berliner „Visitenkartenproduzent“ zusammen mit Albert Grundner, Carl Brasch, Philipp Graff, Johann Friedrich Jamrath und Rudolph Marowsky genannt. Prümm fotografierte unter anderem zahlreiche Mitglieder des Verein für die Geschichte Berlins.
Nicht alle Fotos, die unter seinem (Marken-)Namen erschienen, hat Theodor Prümm selbst aufgenommen. 1873 beschäftigte er zehn Mitarbeiter, davon die Hälfte weibliche. So war etwa der Fotograf Otto Becker eine Weile Mitarbeiter im Atelier Prümm.
Prümm war stellvertretender Vorsitzender des Photographischen Vereins zu Berlin.
Zusammen mit Julius Cornelius Schaarwächter hielt Theodor Prümm ein deutsches Patent auf „Neuerungen zur Herstellung von Matrizen und Drucken für Photoglyptie ohne hydraulische Presse“ (D. R. P. Nr. 8828 vom 15. August 1879 und Nr. 10592 vom 26. Februar 1880).
Prümm starb im Alter von knapp 49 Jahren an einem Schlaganfall.
Prümms Atelier Unter den Linden 51 übernahm der Berliner Fotograf Carl Grimm.

## Auszeichnungen
- Fortschritts-Medaille, „Photographie auf der Weltausstellung“ in Wien 1873[9]